# Myslivecké zvyky a tradice
Myslivecké zvyky a tradice usnadňují komunikaci a soudržnost každého společenství. I běžné podání ruky je rituál, který ukazuje, že nemáme v ruce zbraň.

## Myslivecká etika
Od 14. do druhé poloviny 20. století byla zvěř lovena hlavně pro obživu. K moderní myslivosti patří hlavně míra etiky. Ten, kdo rozhoduje o životě a smrti jiné bytosti, musí být morálně připraven. Myslivci usmrcují zvěř hlavně nemocnou a redukují nadbytečně počty dle vyhlášky. Myslivec musí vědět o životě zvěře a přírodě mnoho, aby svá rozhodnutí obhájil před sebou samým a svými druhy a chránil přírodu jako celek. ,Myslivost se nepokládá za druh sportu, ale má s ním společné rysy. Jde o činnost dobrovolnou, sloužící k osvěžení a reakcí prováděnou (jako většina sportů) na čerstvém vzduchu. Myslivost zahrnuje i hospodářskou složku, lov popřípadě střelba je jen jedna z jejích stránek. Například pokud se myslivec rozhoduje před slabou srnou se špatně vyvinutým mládětem, střelí nejprve po mláděti, které by bez matky nemělo šanci přežít.

## Myslivecká mluva
Myslivci mezi sebou používají odbornou mysliveckou mluvu, která především pojmenovává různé části těla zvěře, rozlišuje pohlaví a stáří, různé životní projevy. Myslivecké názvy mají i výzbroj a výstroj potřebné k lovu, k chovu a mnoho dalších zařízení, způsoby lovu, lovecká kynologie chov a péče zvěře.

## Myslivecké odívání
Zelená, některé odstíny hnědé, šedé jsou tradičními barvami u myslivců a lesníků. Používání mysliveckého oděvu při lovech, honech a mnoha dalších mysliveckých akcí je již samozřejmé.
K mysliveckým oděvům také patří pokrývka hlavy – tedy myslivecký klobouk. Na levé straně za stuhou se zapichují paletky, sojčí pírka, kačírky, štětka v toulci. Vpravo se pak zasunuje lovecký úlomek. Na klobou se mohou dávat i odznaky; o tom, kolik jich tam bude, rozhoduje sám nositel.

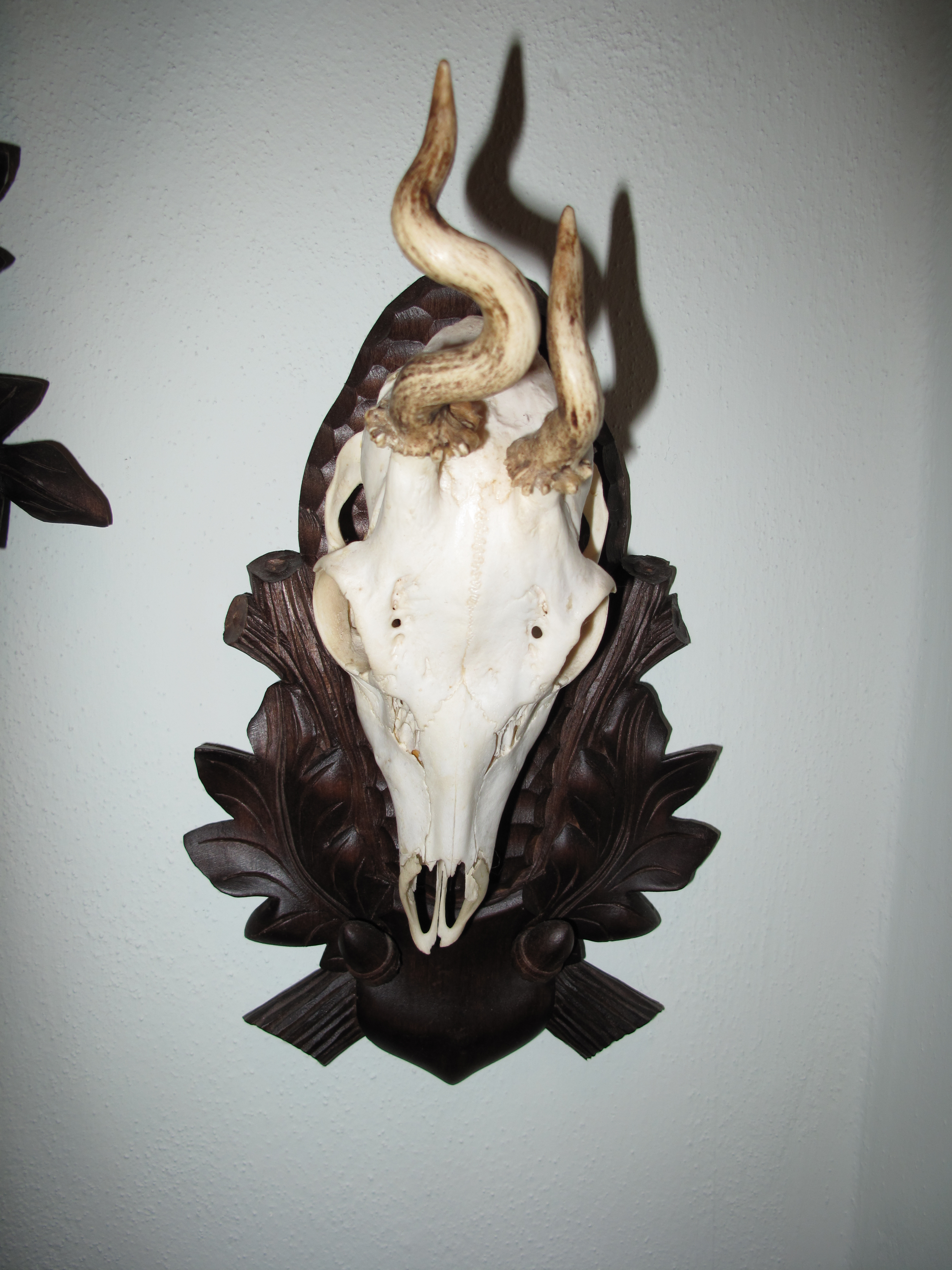
Srnčí trofej

## Troubení při lovech a honech
V historii byly nejrůznější pokřiky, kterými se lovci při lovu dorozumívali o pohybu zvěře, hlavním signálním prostředkem byl a dodnes zůstal roh. Potom se používá menší borlice k troubení signálů, hlaholů dodnes. Následně větší lesnicese stala nástrojem slavnostních fanfár.

## Výlož, výřad
Každá leč je zakončena výloží a společný hon pak výřadem. Výřad se dělá na místě, kde je chvojím udělaná ohrádka a v rozích jsou zapálené ohně. Do této ohrádky je následně vložena ulovená zvěř dle mysliveckých pravidel a užitků.

## Úlomky
- Úlomky jsou ulomené větvičky jehličnaté nebo listnaté dřeviny.
- Je jich několik druhů a používají se při různých příležitostech.
- Nejčastější takzvaný třívýhonkový úlomek, tj. koncové rozvětvení větvičky o třech výhonech.
- Úlomky se ulamují vždy v párech. Jeden se dává do svíráku – u srstnaté zvěře, do klovce – u pernaté zvěře a druhý úlomek se dává úspěšnému lovci. Úlomek zvěři se dává jako pocta, tzv. poslední hryz.
- Dále jsou úlomky – jednovýhonkový a pětivýhonkový, ale ty se používají je zřídka.

## Zálomky
Zálomky nutno odlišovat od úlomků. Bývají to větvičky uříznuté, ulomené, někdy pouze nalomené či zalomené.
Zálomky značí myslivci určitá místa, například stanoviště lovce, nástřel – místo kde stála zvěř v okamžiku výstřelu, upozorňující na nějaké zařízení, něco přikazují nebo zakazují. Bývají různých velikostí i tvaru, vše se řídí přesnými pravidly.

## Přijímání mezi myslivce
Je to myslivecký zvyk – tento slavnostní ceremoniál se provádí ustáleným způsobem, používá se při něm lovecký tesák a průpovídka..
Například:
- „ První úder k připomínce mysliveckých mravů platí, vždy a všude musíš je i nadál zachovati“
- „ Druhý dávám k poctě české myslivosti, chraň ji vždycky s pevnou bedlivostí“
- „ Třetí vedu jménem mysliveckých druhů, s přáním Myslivosti zdar buď vítán v našem kruhu“
- Po ukončení ceremoniálu se troubí „ Halali“ a na závěr „ Lovu Zdar“

## Pasování na lovce
Po prvním ulovení některého druhu zvěře, většinou trofejového, je myslivec pasován. Provádí se pasování na lovce černé zvěře a na lovce srnčí zvěře
Po ukončení honu na drobnou zvěř se může pořádat poslední leč. Je to posezení v hospodě – restauraci spojené s pohoštěním. V jejím průběhu se dodržují některé[ujasnit] myslivecké zvyky.
Při poslední leči může také proběhnout „myslivecký soud“, kdy jsou účastníci honu, kteří nedodrželi myslivecké zvyky, žertovným způsobem trestání (placením alkoholu pro ostatní, peněžní pokutou apod.)